# Brive-la-Gaillarde
Brive-la-Gaillarde of kortweg Brive is een gemeente in het Franse departement Corrèze (regio Nouvelle-Aquitaine). De gemeente telde 46.769 inwoners op 1 januari 2022. Hiermee is het de grootste gemeente van het departement. De plaats is de onderprefectuur van het arrondissement Brive-la-Gaillarde.

## Geschiedenis
Uit archeologische vondsten blijkt dat er in de 1e en 2e eeuw een nederzetting op het grondgebied van de gemeente was, waar aardewerk werd geproduceerd. De stad ontstond rond de kapittelkerk Saint-Martin, die teruggaat tot de 5e eeuw en haar hoogtepunt kende tussen de 11e en de 15e eeuw. Brive werd in de eerste decennia van de 13e eeuw een gemeente bestuurd door consuls. De stad was een regionaal belangrijke marktplaats waar groenten en vee werden verhandeld.
De burggraven van Turenne bouwden in de 13e eeuw een kasteel in Brive. De stad groeide sterk en kreeg omstreeks 1341 een nieuwe, grotere omwalling. Tijdens de Honderdjarige Oorlog, tussen 1360 en 1369 was de stad in handen van de Engelsen. Uit angst voor slachtpartijen weigerden de burgers een Frans leger binnen te laten en pas in 1374 was de stad weer Frans. Als straf werden de privilegies van de stad een tijdlang ingetrokken. Tijdens de Hugenotenoorlogen bleef Brive katholiek. De stad kreeg een rechtbank en bloeide ook economisch. In de 18e eeuw werden de moerassen rond de stad drooggelegd en de stadsmuren, die geen defensief nut meer hadden, werden afgebroken. In 1764 werd onder impuls van Thomas Le Clere een koninklijke manufactuur geopend in Brive waar stoffen werden geweven en geverfd.
In 1860 werd de spoorlijn Brive-Périgueux geopend. In de stad kwamen verschillende destilleerderijen. Tijdens de Tweede Wereldoorlog was Brive-la-Gaillarde een centrum van het verzet.

## Geografie
De oppervlakte van Brive-la-Gaillarde bedroeg op 1 januari 2022 48,59 vierkante kilometer; de bevolkingsdichtheid was toen 962,5 inwoners per km².
De Corrèze stroomt door de gemeente.
De onderstaande kaart toont de ligging van Brive-la-Gaillarde met de belangrijkste infrastructuur en aangrenzende gemeenten.

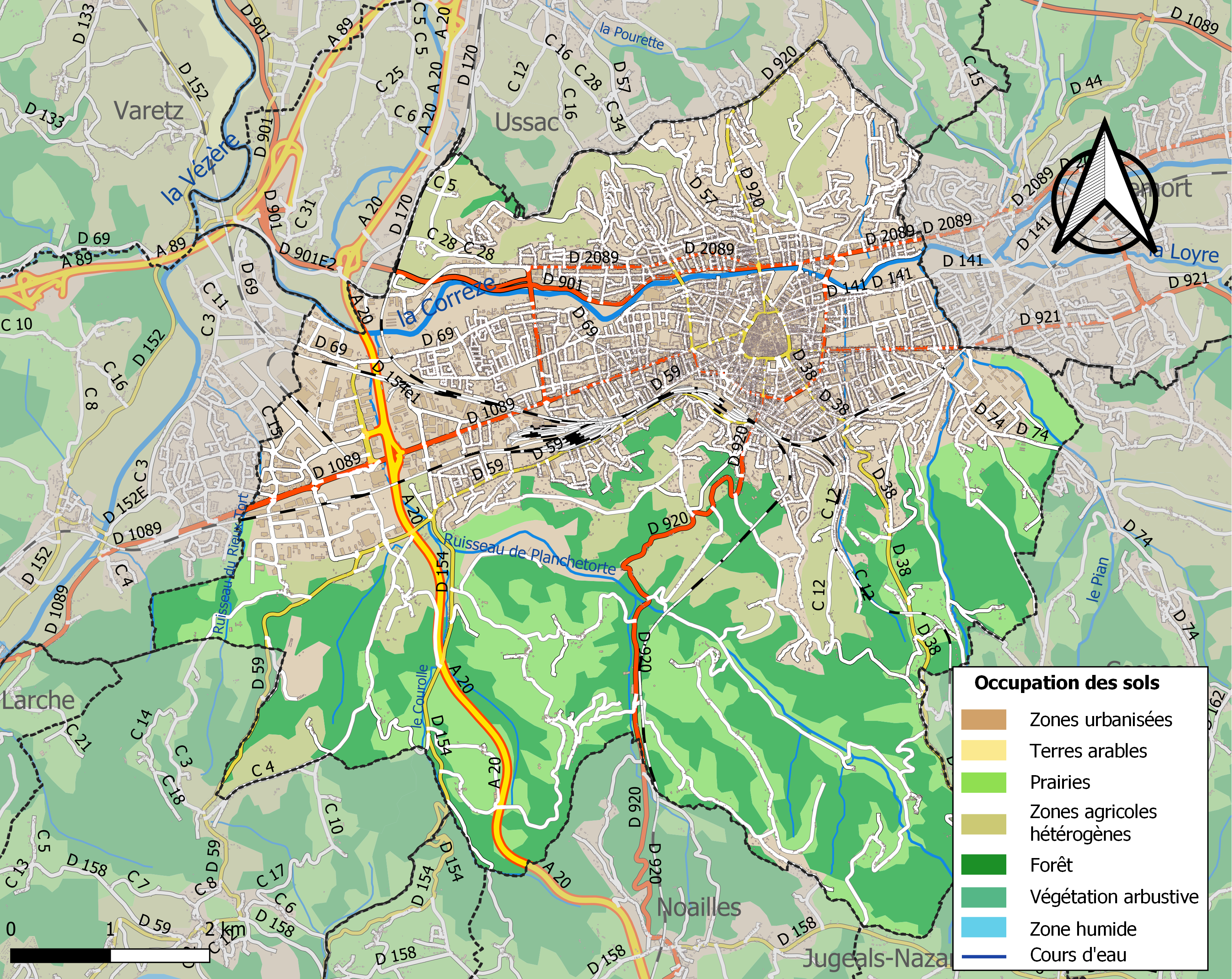

## Verkeer en vervoer
In de gemeente ligt spoorwegstation Brive-la-Gaillarde.
De autosnelweg A20 loopt door de gemeente en de A89 loopt ten noordwesten van Brive-la-Gaillarde.
Ook is er een vliegveld, Luchthaven Brive-Vallée de la Dordogne. Vanaf deze luchthaven is er per 3 april 2013 met Ryanair een directe verbinding met Maastricht Aachen Airport.

## Demografie
De gemeente telt ongeveer 50.000 inwoners terwijl de agglomeratie 100.000 inwoners telt.
Onderstaande figuur toont het verloop van het inwonertal (bron: INSEE-tellingen).

## Economie
In de stad is er voedingsindustrie en ook productie van elektronica en machines. In de Halle Georges-Brassens is drie dagen per week een regionaal belangrijke markt van landbouwproducten.
Het toerisme is belangrijk voor Brive-la-Gaillarde. Toeristen bezoeken niet enkel de stad, maar ook de nabijgelegen vallei van de Dordogne, Rocamadour en Sarlat

## Cultuur

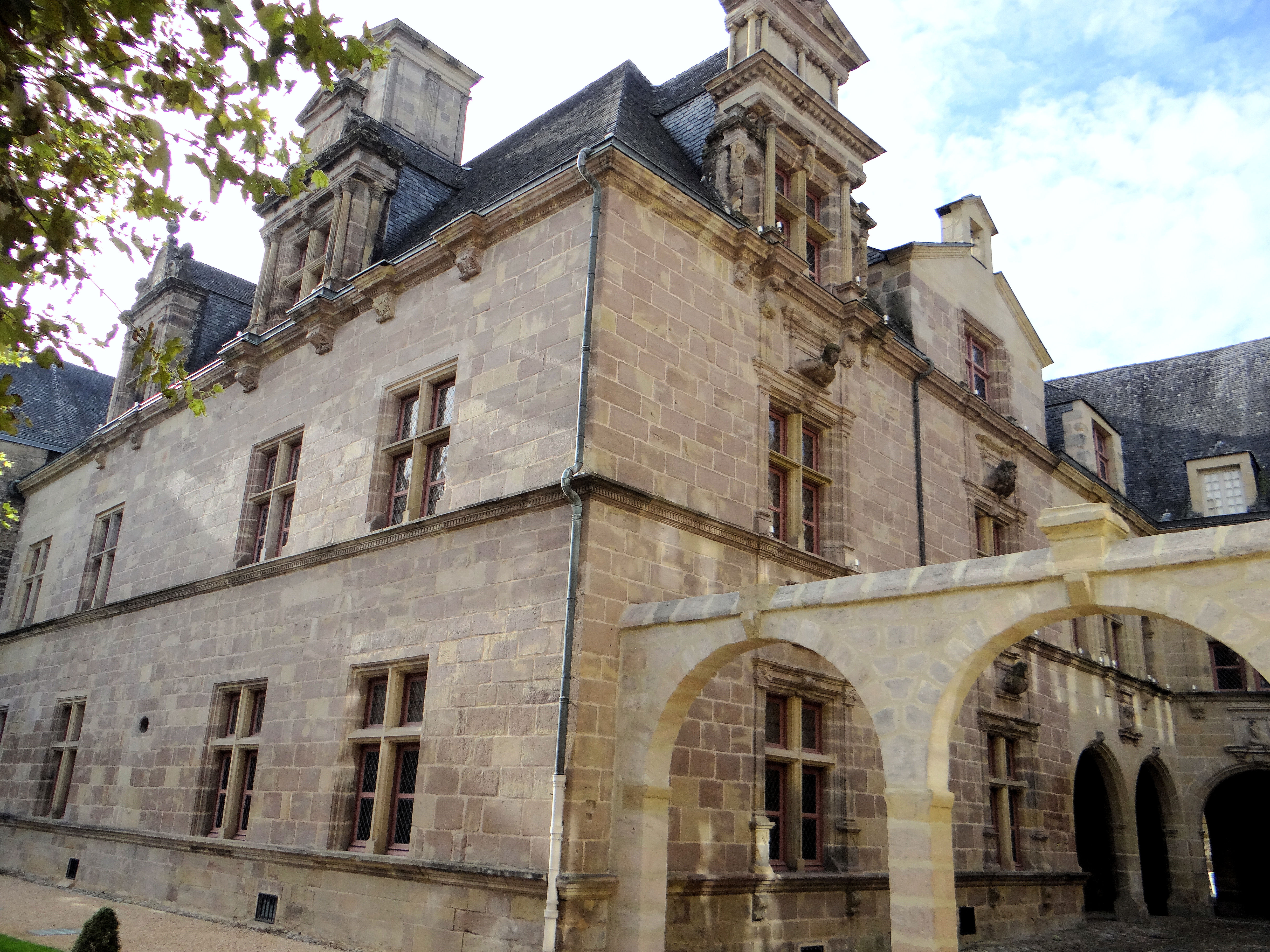
Musée Labenche

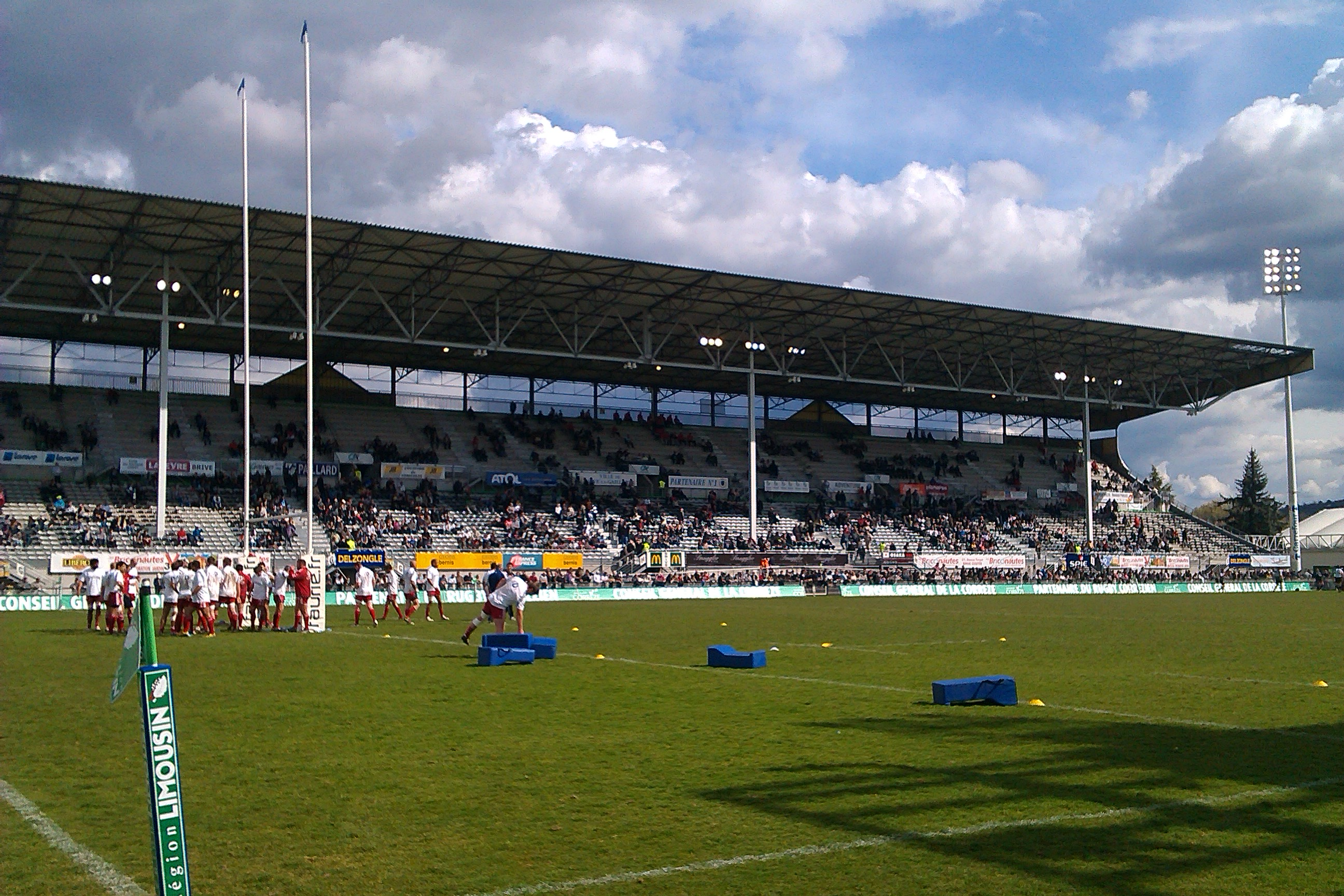
Rugbystadion Stade Amédée Domenech

### Bezienswaardigheden
Het historische centrum van de stad is voor een groot deel verkeersvrij. Het herbergt een eclectisch geheel van gebouwen van de 12e eeuw tot de renaissance.
- Kerk Saint-Martin (12e eeuw)
- Kapel Saint-Libéral (15e eeuw)
- Voormalige watertoren (1834)

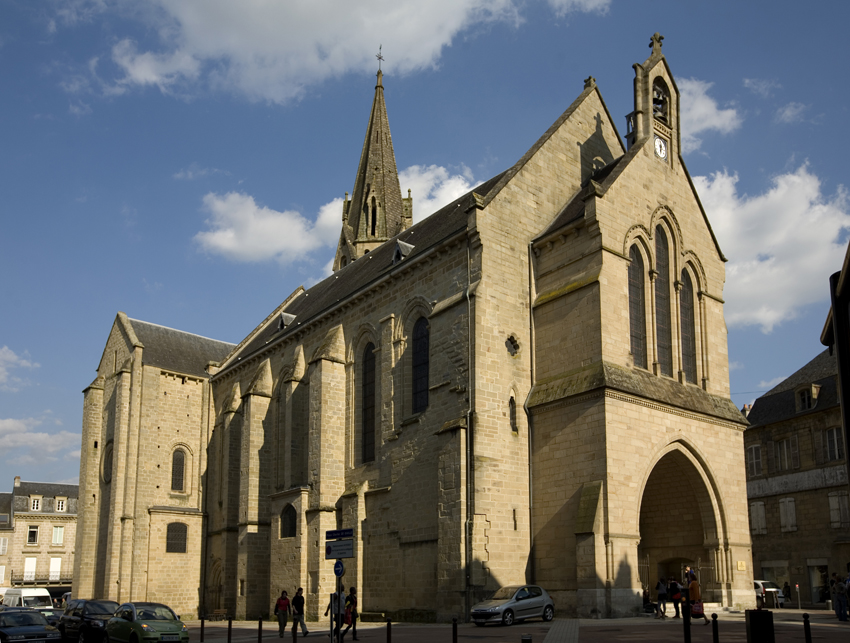
Kerk Saint-Martin
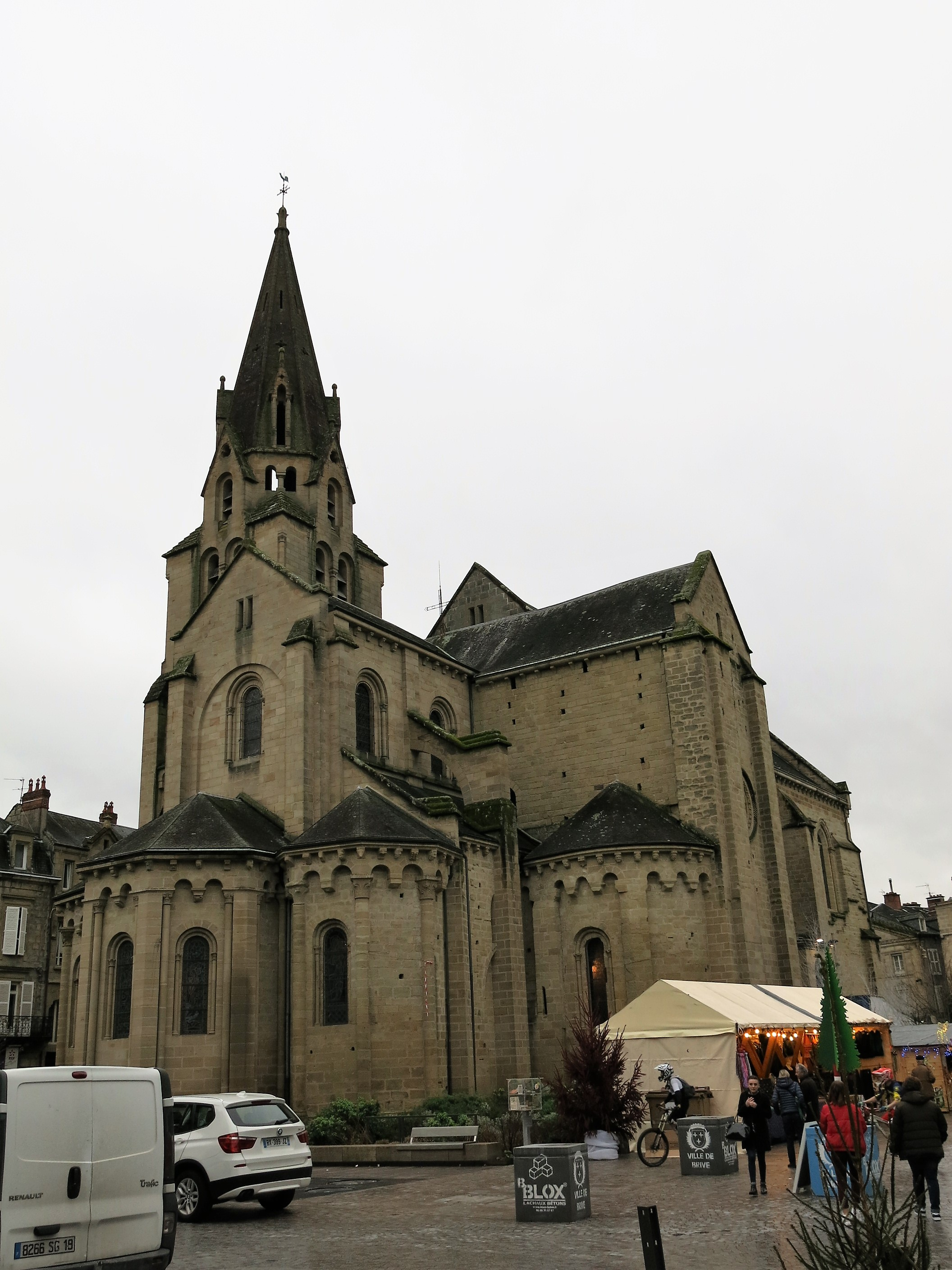
Kerk Saint-Martin
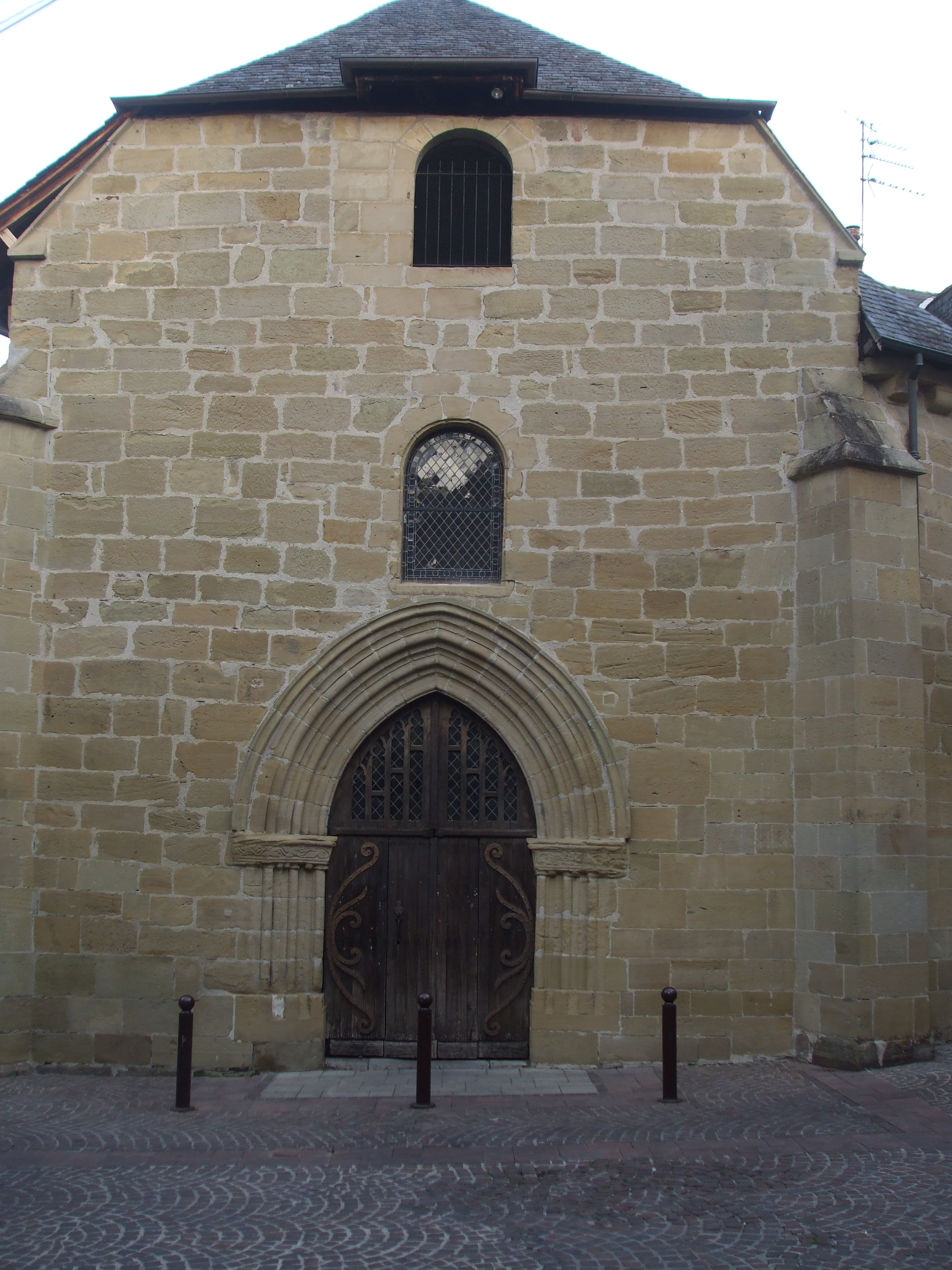
Kapel Saint-Libéral
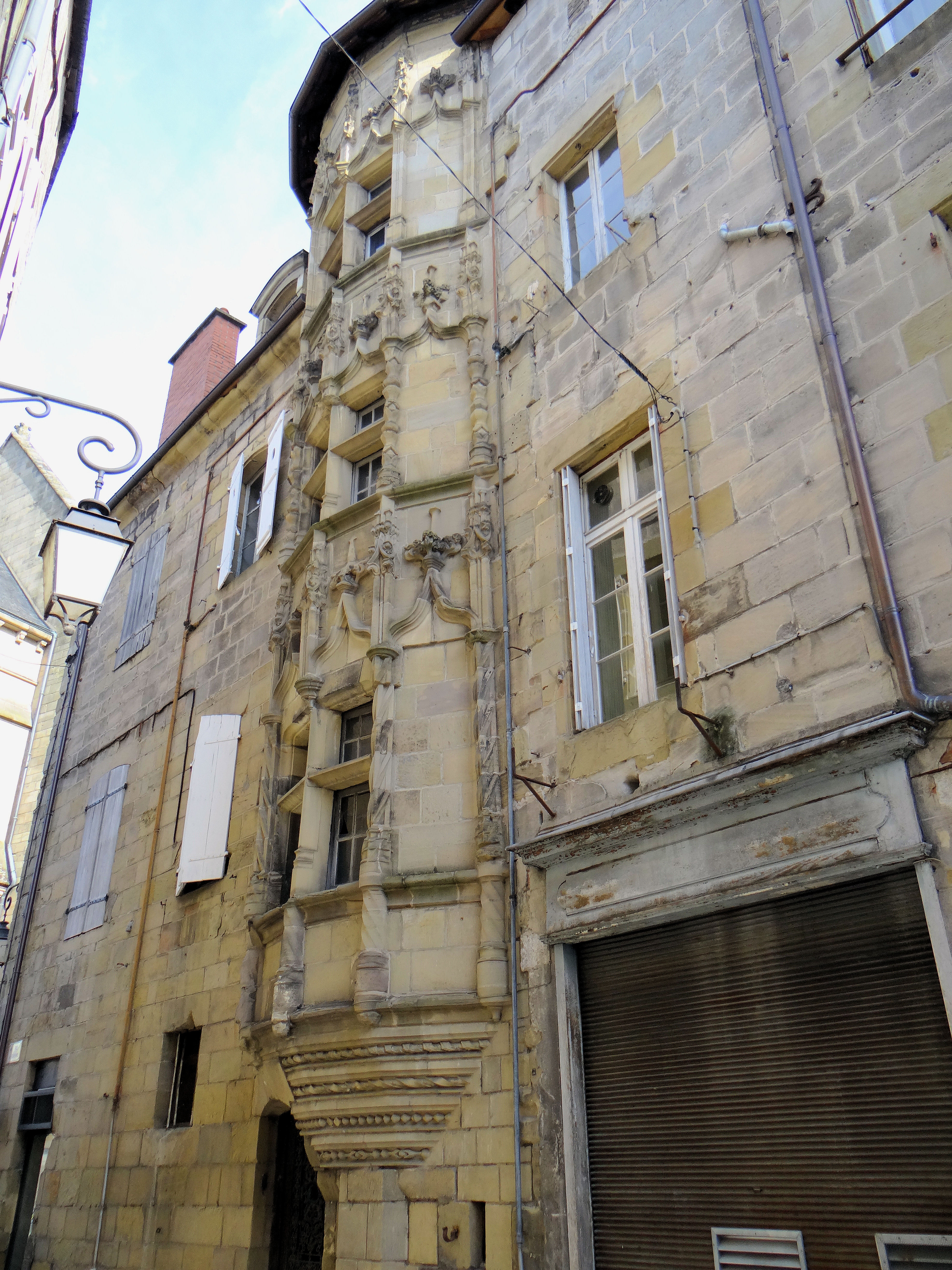
Tour des Échevins
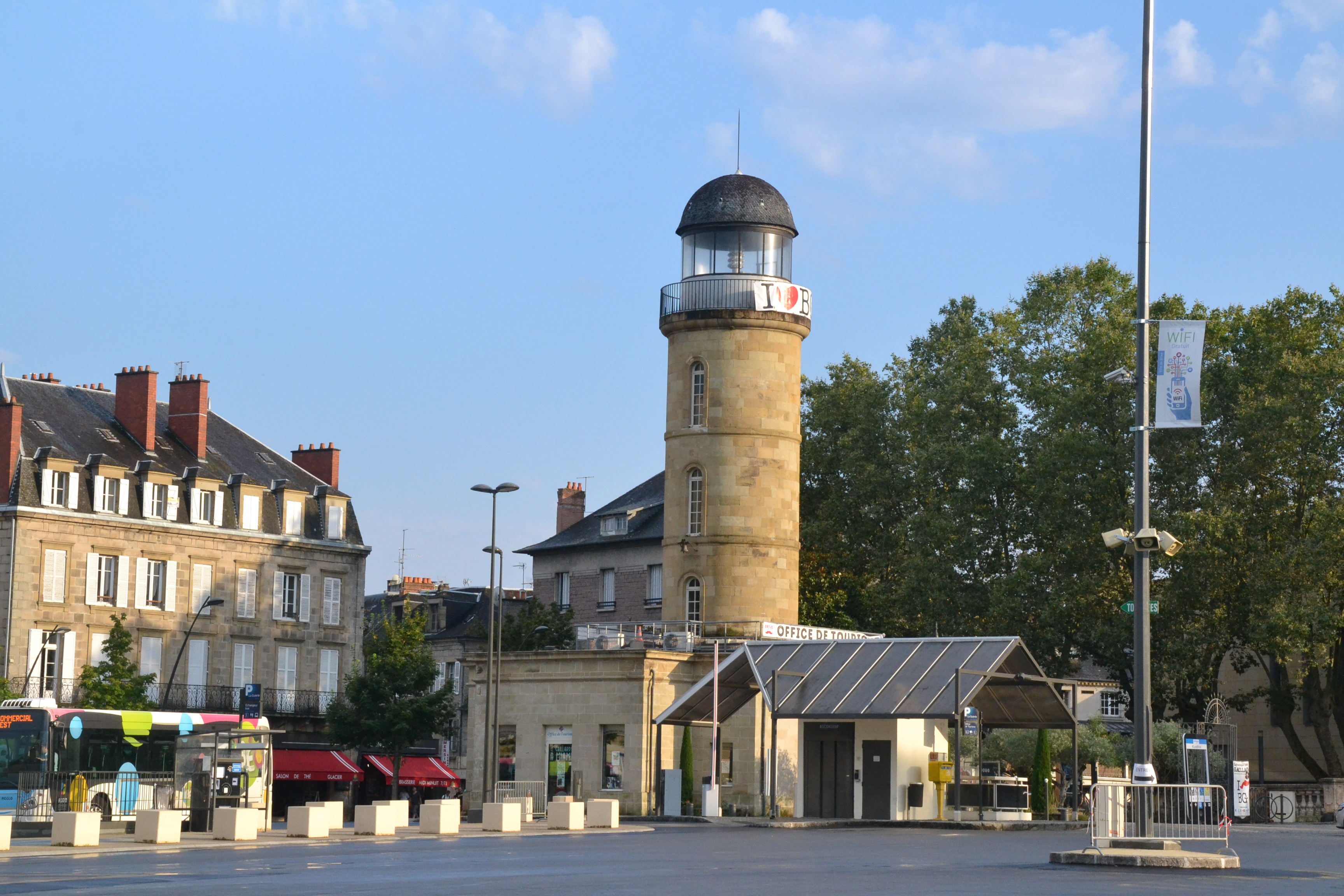
Watertoren
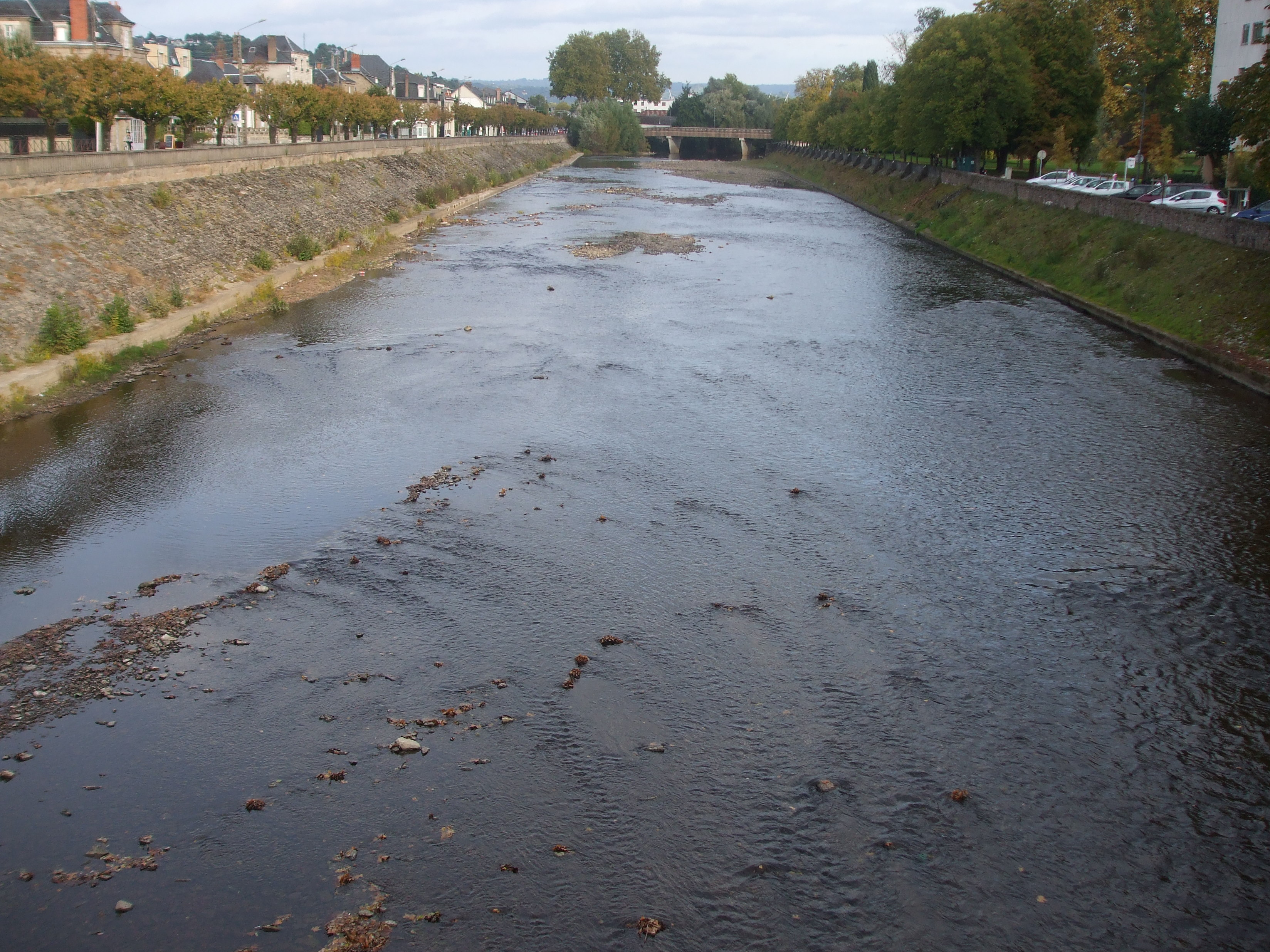
De Corrèze

### Musea
- Musée Michelet, een museum over de Tweede Wereldoorlog, het verzet en de deportatie, gevestigd in het huis van politicus Edmond Michelet (1899-1970)[5]
- Musée Labenche, een streekmuseum

### Sport
Rugbyclub Club Athlétique de Brive werd opgericht in 1910 en won de Franse beker in 1996 en de Europabeker in 1997.

## Geboren
- Guillaume Dubois (1656-1723), kardinaal en staatsman
- Pierre André Latreille (1762-1833), entomoloog
- Guillaume Brune (1763-1815), generaal tijdens de Franse Revolutie en veldmaarschalk in het keizerrijk van Napoleon
- Jean de Cosnac (1764-1843), bisschop van Meaux en aartsbisschop van Sens
- Blanche Selva (1884-1942), pianiste, muziekpedagoge, schrijfster en componist van Catalaanse origine
- Pierre Bergounioux (1949), schrijver
- Michel Doneda (1954), jazzsaxofonist
- Alain Roche (1967), voetballer
- Cédric Villani (1973), wiskundige
- Clément Braz Afonso (1999), wielrenner

## Overleden
- Edmond Michelet (1899-1970) politicus
- Louis Néel (1904-2000), natuurkundige en Nobelprijswinnaar
- Jean-Joseph Sanfourche (1929-2010), schilder